# Куга, Ёсико
Ёсико Куга (яп. 久我 美子 Куга Ёсико, 21 января 1931, Токио — 9 июня 2024), при рождении Харуко Куга (иероглифическая запись та же) — японская актриса.

## Биография
Ёсико Куга родилась в Токио в аристократической семье, происходящей из клана Кога. Её отец Митиаки Кога (久我通顕) был японским маркизом и членом Палаты пэров Японии.
В 1946 году, когда она училась на третьем курсе привилегированной средней школы для девочек Гакусюин, ей был предложен эксклюзивный контракт кинокомпанией Toho. Её актёрский дебют состоялся в 1947 году в роли Юкико в фильме «Четыре любовные истории» (яп. 四つの恋の物語 Ёцу но кои но моногатари).
Куга была замужем за актёром Акихико Хиратой с 1961 года до его смерти в 1984 году. Она умерла от аспирационной пневмонии 9 июня 2024 года в возрасте 93 лет.

## Награды
- 1954 — Премия «Майнити» в категории «Лучшая актриса второго плана» (за роли в фильмах «Сад женщин», «Где-то под бескрайним небом», «Удовольствие от зла» и «Миллиардер»)[2]
- 1956 — Премия «Голубая лента» в категории «Лучшая актриса второго плана» (за роли в фильмах «Прощание с мечтой», «Женщины в тюрьме» и «Розовый закат»)[3]
- 1994 — Премия «Майнити» имени Кинуё Танаки[4]
- 1995 — Премия Golden Glory

## Избранная фильмография
Актриса сыграла роли почти в сотне фильмов, и привести все, по понятным причинам, невозможно[почему?].
- Пьяный ангел (1948) — школьница
- Когда мы встретимся вновь (1950) — Кэйко Оно
- Идиот (1951) — Аяко Оно
- Старший брат, младшая сестра (1953) — Сан
- Мутный поток (1953) — Омине
- Женщина в слухе (1954) — Юкико Мабути
- Когда любишь (1955) — Юмико, невеста Сигэру
- Новая повесть о доме Тайра (1955) — Фудзивара-но Токико
- От сердца к сердцу (1955) — Харуэ Кавадзоэ
- Поминальная песня / (Элегия) (1957) — Рэйко
- Цветы праздника Хиган (1958) — Фумико Миками
- Доброе утро (1959) — Сэцуко Арита
- История жестокой юности (1960) — Юки Синдзё (старшая сестра Макото)
- Нулевой фокус (1961) — Тэйко Ухара
- История замка Осака (1961) — Кобуе[5]
- Девушка прыгающая сквозь время (1997)